# Rafael Hortiguera
Rafael Hortiguera (Buenos Aires, Virreinato del Perú, 1775 - Buenos Aires, Argentina, 1838) fue militar argentino, de larga actuación en la guerra de Independencia de la Argentina y las guerras civiles argentinas.

## Inicios en la Banda Oriental
En 1790 se enroló en el ejército español, regimiento de Blandengues de Buenos Aires, pasando más tarde a los Blandengues de la Banda Oriental. A órdenes de José Artigas luchó en Montevideo contra las invasiones inglesas; fue tomado prisionero y enviado a Gran Bretaña.
En 1810 era oficial del regimiento en su cuartel en Colonia, cuando estalló la Revolución de Mayo. Por un tiempo, sirvió a órdenes de los realistas; pero, en abril de 1811 se pasó a las filas patriotas, acompañando a Artigas hasta Buenos Aires. En junio fue ascendido a teniente coronel del regimiento de Dragones. De regreso en la Banda Oriental, luchó en Las Piedras y formó en el primer sitio de Montevideo.
Cuando en septiembre se firmó el armisticio con el virrey Elío, muchos orientales se negaron a aceptar que se les entregara toda la Banda Oriental y Entre Ríos, y fueron guiados en el éxodo oriental por Artigas. Pero, aunque sus tropas eran en su mayoría orientales, y también él lo era por adopción, Hortiguera aceptó el pacto y se retiró a Buenos Aires. Desde esa fecha comenzó su enfrentamiento con Artigas.
A principios del año siguiente se incorporó al segundo sitio de Montevideo. Combatió en la batalla de Cerrito, en la que tuvo una actuación muy destacada, que le valió el ascenso al grado de coronel. Siguió en el cerco de la ciudad hasta el final del sitio en 1814.
Al día siguiente de la rendición de Montevideo, a órdenes del general Carlos María de Alvear, participó en el ataque al campamento de Fernando Otorgués, segundo de Artigas, al cual Alvear le había insinuado que le entregaría Montevideo. Ese combate forzó un recrudecimiento de la guerra civil: pocos meses después fue derrotado en Paso de los Toros por Fructuoso Rivera; siguió por varios meses en campaña contra Artigas y venció en Rincón a Otorgués, pero tras la victoria de Marmarajá, en octubre de 1814, participó en la derrota del coronel Manuel Dorrego en la batalla de Guayabos. Ésta decidió el destino de la Banda Oriental, que pasó a los artiguistas, Montevideo incluida, pero Hortiguera ya no estaba allí.

## El Ejército del Norte
A finales de 1814 había sido enviado con un cuerpo de caballería al Ejército del Norte, con el grado de coronel, y se unió a éste a principios de 1815. Luchó a órdenes de Martín Rodríguez en Venta y Media, y a órdenes del general José Rondeau, en la batalla de Sipe Sipe, completa derrota de las fuerzas independentistas.
A la derrota le siguió una corta guerra civil entre Rondeau y el gobernador salteño Güemes, en que Hortiguera fue vencido en Campo Santo por tropas del caudillo salteño. De regreso en Tucumán, cuando el general Manuel Belgrano se hizo cargo del Ejército, envió a Buenos Aires a muchos de los oficiales superiores, por indisciplinados, entre ellos a Hortiguera.

## Campañas en Santa Fe
Volvió a ser jefe de caballería en la guerra contra los federales, ahora de la provincia de Santa Fe. Organizó la alianza con el coronel Eusebio Hereñú, un caudillo pasado al bando porteño. En septiembre de 1818, participó en la invasión de Juan Ramón Balcarce a Santa Fe, y venció en Paso Aguirre a la infantería y artillería local, pero una hora más tarde fue vencido por la caballería al mando del mismo caudillo, Estanislao López.
Al año siguiente participó de una nueva invasión, al mando de Juan José Viamonte, al mando de 500 hombres de caballería, y en febrero logró apoderarse de Coronda, capturando 60 prisioneros. Pero, al intentar retirarse, fue vencido nuevamente por López en Barrancas.

## La Anarquía y los últimos años
Combatió a órdenes de Rondeau en la batalla de Cepeda, en que su ala de caballería fue completamente vencida y dispersada.
Ocupó cargos administrativos en el ejército durante la anarquía porteña del año 1820. A finales de ese año comandó una expedición contra los indígenas del sur de la provincia de Buenos Aires, bajo el mando de Martín Rodríguez; a sus órdenes iban los coroneles Juan Manuel de Rosas y Gregorio Aráoz de Lamadrid.
De regreso, marchó a la frontera de Santa Fe y participó en la guerra contra Francisco "Pancho" Ramírez.
Fue pasado a retiro por la reforma militar del ministro Bernardino Rivadavia a finales de 1824, sólo para ser reincorporado unos meses después, cuando estalló la guerra del Brasil. Fue ayudante del general Rodríguez, y luego comandante de la costa norte de la provincia de Buenos Aires, un puesto de gran responsabilidad, teniendo en cuenta que la principal fuerza de los brasileños era su marina. Luego pasó a órdenes del general Alvear, y fue el segundo jefe de Estado Mayor en la batalla de Ituzaingó.
Más tarde fue comandante de las fuerzas de campaña de la provincia oriental, y pasó a ser segundo del general Fructuoso Rivera en la conquista y defensa de las Misiones Orientales. Cuando el tratado de paz con el Brasil dejó esta zona al Imperio del Brasil, se retiró a Buenos Aires.
Pasó los siguientes años sin destino fijo, e incluso no tomó una actitud decidida ante el gobierno revolucionario de Lavalle de fines de 1828. Apoyó al gobierno de Juan Ramón Balcarce, pero no actuó en contra de la "revolución de los Restauradores". Fue pasado a retiro durante el gobierno de Maza, y reincorporado durante el de Rosas, ocupando algunos cargos administrativos.
Falleció en septiembre de 1838 en Buenos Aires.